# PPM1B
La proteína fosfatasa 1B (PPM1B EC 3.1.3.16) es una enzima codificada en humanos por el gen ppm1B.
Esta enzima pertenece a la familia de serina/treonina fosfatasas PP2C. Los miembros de esta familia son conocidos por ser reguladores negativos de rutas de respuesta a estrés en la célula. Esta fosfatasa defosforila diversas quinasas dependientes de ciclinaa (Cdks), por lo que podría estar implicada en el control del ciclo celular. Se ha asociado una sobre-expresión de PPM1B con la parada del crecimiento celular o con muerte celular. Se han descrito diversas variantes transcripcionales del gen que codifican diferentes isoformas de la proteína, aunque no todas ellas han sido caracterizadas a nivel de secuencia.

## Interacciones
La proteína PPM1B ha demostrado ser capaz de interaccionar con:
- IKBKG[3]
- IKK2[3]
- Cdk2[4]
- Cdk6[4]
- CHUK[3]
- MAP3K7[5]

## Lecturas complementarias
- Hishiya A, Ohnishi M, Tamura S, Nakamura F (1999). «Protein phosphatase 2C inactivates F-actin binding of human platelet moesin.». J. Biol. Chem. 274 (38): 26705-12. PMID 10480873. doi:10.1074/jbc.274.38.26705.
- Cheng A, Ross KE, Kaldis P, Solomon MJ (2000). «Dephosphorylation of cyclin-dependent kinases by type 2C protein phosphatases.». Genes Dev. 13 (22): 2946-57. PMID 10580002. doi:10.1101/gad.13.22.2946.
- Cheng A, Kaldis P, Solomon MJ (2000). «Dephosphorylation of human cyclin-dependent kinases by protein phosphatase type 2C alpha and beta 2 isoforms.». J. Biol. Chem. 275 (44): 34744-9. PMID 10934208. doi:10.1074/jbc.M006210200.
- Hanada M, Ninomiya-Tsuji J, Komaki  K, et al. (2001). «Regulation of the TAK1 signaling pathway by protein phosphatase 2C.». J. Biol. Chem. 276 (8): 5753-9. PMID 11104763. doi:10.1074/jbc.M007773200.
- Parvari R, Brodyansky I, Elpeleg O, et al. (2001). «A recessive contiguous gene deletion of chromosome 2p16 associated with cystinuria and a mitochondrial disease.». Am. J. Hum. Genet. 69 (4): 869-75. PMID 11524703. doi:10.1086/323624.
- Seroussi E, Shani N, Ben-Meir D, et al. (2001). «Uniquely conserved non-translated regions are involved in generation of the two major transcripts of protein phosphatase 2Cbeta.». J. Mol. Biol. 312 (3): 439-51. PMID 11563908. doi:10.1006/jmbi.2001.4967.
- Strausberg RL, Feingold EA, Grouse LH, et al. (2003). «Generation and initial analysis of more than 15,000 full-length human and mouse cDNA sequences.». Proc. Natl. Acad. Sci. U.S.A. 99 (26): 16899-903. PMID 12477932. doi:10.1073/pnas.242603899.
- Prajapati S, Verma U, Yamamoto Y, et al. (2004). «Protein phosphatase 2Cbeta association with the IkappaB kinase complex is involved in regulating NF-kappaB activity.». J. Biol. Chem. 279 (3): 1739-46. PMID 14585847. doi:10.1074/jbc.M306273200.
- Ota T, Suzuki Y, Nishikawa T, et al. (2004). «Complete sequencing and characterization of 21,243 full-length human cDNAs.». Nat. Genet. 36 (1): 40-5. PMID 14702039. doi:10.1038/ng1285.
- Gerhard DS, Wagner L, Feingold EA, et al. (2004). «The status, quality, and expansion of the NIH full-length cDNA project: the Mammalian Gene Collection (MGC).». Genome Res. 14 (10B): 2121-7. PMID 15489334. doi:10.1101/gr.2596504.
- Parvari R, Gonen Y, Alshafee I, et al. (2005). «The 2p21 deletion syndrome: characterization of the transcription content.». Genomics 86 (2): 195-211. PMID 15913950. doi:10.1016/j.ygeno.2005.04.001.
- Rual JF, Venkatesan K, Hao T, et al. (2005). «Towards a proteome-scale map of the human protein-protein interaction network.». Nature 437 (7062): 1173-8. PMID 16189514. doi:10.1038/nature04209.
- Ewing RM, Chu P, Elisma F, et al. (2007). «Large-scale mapping of human protein-protein interactions by mass spectrometry.». Mol. Syst. Biol. 3: 89. PMID 17353931. doi:10.1038/msb4100134.

- Datos: Q18030698